# إيفان غوميز
إيفان غوميز (بالإسبانية: Iván Gómez Romero) (2 فبراير 1980 برشلونة إسبانيا - ) هو لاعب كرة قدم إسباني، يلعب كحارس مرمى.

## مسيرته

### مسيرته مع الأندية
- 2003 - 2005 لعب مع ديبورتيفو ألافيس ب 41 مباراة.
- 2005 - 2006 لعب مع UD Lanzarote [الإنجليزية]‏ 31 مباراة.
- 2006 - 2007 لعب مع نادي بورغوس 36 مباراة.
- 2007 - 2008 لعب مع Águilas CF [الإنجليزية]‏ 36 مباراة.
- 2008 - 2009 لعب مع نادي جيرونا 5 مباريات.
- 2009 - 2010 لعب مع نادي ميرانديس 36 مباراة.
- 2011 - 2012 لعب مع نادي ساباديل مباراة.